# Sông Stokhid

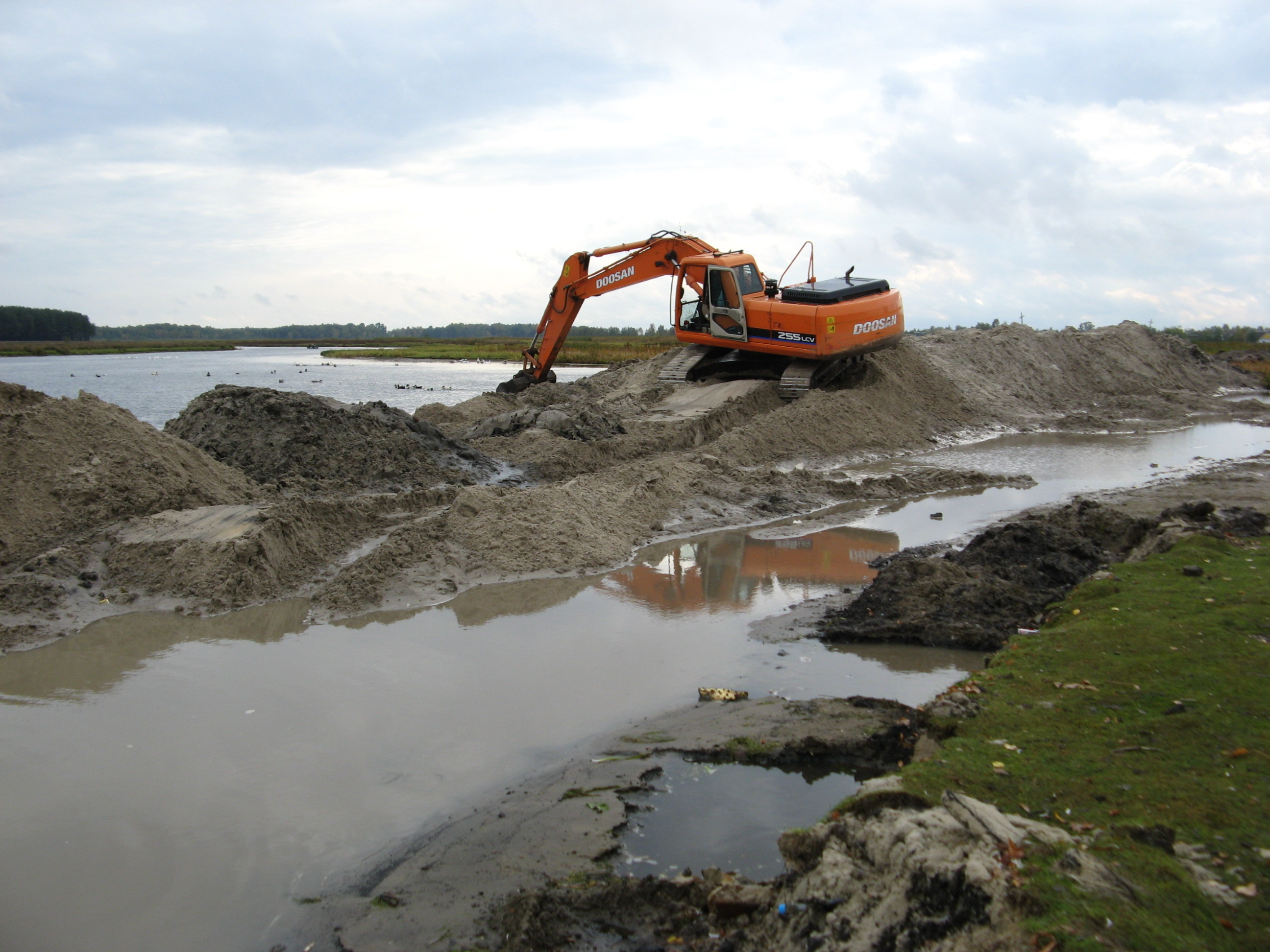
Một xe xúc đang hoạt động trong dự án xây dựng chiếc đập gây tranh cãi tại Lyubeshiv trên sông Stokhid.

Stokhid (tiếng Ukraina: Стохід, tiếng Nga: Стоход, Stokhod) là một con sông tọa lạc tại tỉnh Volyn của Ukraina.  Nó là một phụ lưu của sông Pripyat. Cái tên "Stokhid" bắt nguồn từ việc con sông này có nhiều kênh đào và chi lưu. Vào mùa đông, dòng chảy của con sông bị đóng băng và băng tan vào chừng tháng Ba hàng năm.
Từ tháng 6 năm 1916 tới tháng 8 năm 1917, sông Stokhid là giới tuyến ngăn cách nơi đóng quân của hai địch thủ trong Thế chiến thứ nhất: một bên là Đế quốc Nga còn bên kia là Đế quốc Đức và Đế quốc Áo-Hung.

## Hình ảnh
- Sông Stokhid vào mùa đông.
- Thiên nga trên sông Stokhid
- Cầu vồng trên sông Stokhid.